# Cyphostemma maranguense
Cyphostemma maranguense là một loài thực vật hai lá mầm trong họ Nho. Loài này được (Gilg) Desc. miêu tả khoa học đầu tiên năm 1967.